# Renato Sanches
Renato Júnior Luz Sanches (Lissabon, 18 augustus 1997) is een Portugees voetballer die doorgaans als centrale middenvelder speelt. Hij tekende in augustus 2022 een contract tot medio 2027 bij Paris Saint-Germain, dat hem overnam van Lille OSC. Sanches debuteerde in 2016 in het Portugees voetbalelftal, waarmee hij datzelfde jaar Europees kampioen werd.

## Clubcarrière
Sanches is een zoon van een vader uit Sao Tomé en Principe en een moeder uit Kaapverdië. Hij werd op elfjarige leeftijd opgenomen in de jeugdopleiding van Benfica. Hij debuteerde op 5 oktober 2014 in Benfica B, in een wedstrijd in de Segunda Liga tegen CD Feirense. Sanches maakte op 30 augustus zijn eerste doelpunt in het betaald voetbal, tegen Varzim SC. Hij debuteerde op 30 oktober 2015 in het eerste elftal van Benfica. Hij deed die dag mee in een wedstrijd in de Primeira Liga tegen CD Tondela. Sanches viel na 75 minuten in voor Jonas.
Sanches speelde één seizoen in het eerste van Benfica en tekende in mei 2016 een contract tot medio 2021 bij FC Bayern München, de kampioen van Duitsland in de voorgaande vier seizoenen. Dat betaalde circa €35.000.000 om zijn eigenlijk nog vijf jaar doorlopende verbintenis af te kopen. Sanches brak nooit door bij Bayern. De Duitse club verhuurde hem in 2017/18 voor een jaar aan Swansea City, maar ook toen hij hiervan terugkeerde kon hij geen basisplaats veroveren in München. Coach Niko Kovač gaf doorgaans de voorkeur aan Thiago Alcântara, Leon Goretzka en Serge Gnabry. Bayern liet Sanches in augustus 2019 met 15 miljoen euro verlies vertrekken naar Lille OSC.
Sanches groeide in de loop van seizoen 2019/20 uit tot basisspeler bij Lille. Hiermee werd hij in 2020/21 Frans landskampioen. Zijn ploeggenoten en hij eindigden één punt boven Paris Saint-Germain, de kampioen in zeven van de acht voorgaande jaren. Na een vertrek van een aantal van zijn ploeggenoten, zat een herhaling van die prestatie er in 2021/22 niet in. Lille en hij werden tiende. Sanches bleef drie jaar bij Lille en speelde meer dan 90 wedstrijden voor de Franse club. Hij miste in ieder seizoen een deel van de competitie vanwege hamstringproblemen.
Sanches tekende in augustus 2022 voor vier jaar bij Paris Saint-Germain, dat 15 miljoen euro voor hem betaalde. Hier moest hij gaan concurreren voor zijn plek met Marco Verratti, Fabián Ruiz, Danilo Pereira en Vitinha. Na een eerste seizoen waarin hij vooral fungeerde als reservespeler, verhuurde Paris Saint-Germain hem in augustus 2023 voor een jaar aan AS Roma.

## Clubstatistieken
| Seizoen | Club                | Competitie     | Competitie | Competitie | Beker | Beker | Europa | Europa | Totaal | Totaal |
| Seizoen | Club                | Competitie     | Wed.       | Dlp.       | Wed.  | Dlp.  | Wed.   | Dlp.   | Wed.   | Dlp.   |
| ------- | ------------------- | -------------- | ---------- | ---------- | ----- | ----- | ------ | ------ | ------ | ------ |
| 2014/15 | Benfica B           | Segunda Liga   | 24         | 0          | 0     | 0     | —      | —      | 24     | 0      |
| 2015/16 | Benfica B           | Segunda Liga   | 10         | 3          | 0     | 0     | —      | —      | 10     | 3      |
| 2015/16 | Benfica             | Primeira Liga  | 24         | 2          | 5     | 0     | 6      | 0      | 35     | 2      |
| 2016/17 | Bayern München      | Bundesliga     | 17         | 0          | 2     | 0     | 6      | 0      | 25     | 0      |
| 2017/18 | → Swansea City      | Premier League | 12         | 0          | 3     | 0     | —      | —      | 15     | 0      |
| 2018/19 | Bayern München      | Bundesliga     | 17         | 1          | 1     | 0     | 6      | 1      | 24     | 2      |
| 2019/20 | Bayern München      | Bundesliga     | 1          | 0          | 1     | 0     | 0      | 0      | 2      | 0      |
| 2019/20 | Lille OSC           | Ligue 1        | 19         | 3          | 3     | 0     | 5      | 0      | 26     | 3      |
| 2020/21 | Lille OSC           | Ligue 1        | 23         | 1          | 2     | 0     | 4      | 0      | 29     | 1      |
| 2021/22 | Lille OSC           | Ligue 1        | 25         | 2          | 2     | 0     | 4      | 0      | 31     | 2      |
| 2022/23 | Paris Saint-Germain | Ligue 1        | 23         | 2          | 1     | 0     | 3      | 0      | 27     | 2      |
| Totaal  | Totaal              | Totaal         | 195        | 14         | 20    | 0     | 34     | 1      | 249    | 15     |

## Interlandcarrière
Sanches speelde in meerdere Portugese nationale jeugdelftallen. Hij debuteerde in november 2014 in Portugal –19, waarvoor hij drie doelpunten maakte in twaalf interlands. Sanches maakte op 25 maart 2016 zijn debuut in het Portugees voetbalelftal, in een oefeninterland tegen Bulgarije (0–1 nederlaag). Bondscoach Fernando Santos nam hem op 17 mei 2016 op in de Portugese selectie voor het Europees kampioenschap voetbal 2016 in Frankrijk. Met 18 jaar en tien maanden was hij de jongste Portugees die ooit opgeroepen werd om te spelen op een internationaal toernooi. Sanches was ten tijde van de selectie tevens de speler met de minste interlands achter zijn naam. Hij maakte op 30 juni 2016 in de kwartfinale tegen Polen (1–1, winst na strafschoppen) zijn eerste interlanddoelpunt. Zijn landgenoten en hij versloegen daarna ook Wales en Frankrijk en wonnen zo voor het eerst in de geschiedenis van Portugal een groot landentoernooi. Sanches werd na afloop van het EK uitgeroepen tot beste jonge speler van het toernooi.

## Erelijst
| Competitie            |         |                  |         |         |
| Competitie            | Aantal  | Jaren            |         |         |
| Benfica               | Benfica | Benfica          | Benfica | Benfica |
| --------------------- | ------- | ---------------- | ------- | ------- |
| Primeira Liga         | 1x      | 2015/16          |         |         |
| Taça da Liga          | 1x      | 2015/16          |         |         |
| Bayern München        |         |                  |         |         |
| Bundesliga            | 2x      | 2016/17, 2018/19 |         |         |
| DFB-Pokal             | 1×      | 2018/19          |         |         |
| DFL-Supercup          | 1x      | 2017             |         |         |
| Lille OSC             |         |                  |         |         |
| Ligue 1               | 1x      | 2020/21          |         |         |
| Trophée des Champions | 1x      | 2021             |         |         |
| Paris Saint-Germain   |         |                  |         |         |
| Ligue 1               | 1x      | 2022/23          |         |         |
| Portugal              |         |                  |         |         |
| UEFA EK               | 1x      | 2016             |         |         |